# 基普·帕杜
基普·帕杜（英語：Kip Pardue，1975年9月23日—）是美國的一位演員和模特。他出演過的最著名的電影包括光輝歲月和誘惑法則等作品。

## 外部連結
- 基普·帕杜在互联网电影资料库（IMDb）上的資料（英文）